# Pilar Dellunde i Clavé
Pilar Dellunde Clavé (Barcelona, 17 de juny de 1965) és una científica catalana i en la política exercí com a diputada al Parlament de Catalunya en la VII i VIII legislatures.

## Biografia
Llicenciada en filosofia i doctora en lògica matemàtica per la Universitat de Barcelona, és catedràtica de Lògica a la Universitat Autònoma de Barcelona (UAB) i també també està vinculada a l'Institut d'Investigació en Intel·ligència Artificial del CSIC. De 1999 a 2001, treballà en recerca amb l'Équipe de Logique Mathémathique del CNRS (Universitat de París) i fou cofundadora, l'any 1991 del Seminari de Lògica de Barcelona. De 2012 a 2016 va ser vicerectora de la UAB.
Militant d'Esquerra Republicana de Catalunya del 1996 fins al 2010. Membre de l'Associació Justícia i Pau de Barcelona, Amnistia Internacional i de la Xarxa Feminista. Fou escollida diputada a les eleccions al Parlament de Catalunya de 2003 i 2006. Al Parlament va ser ponent de la Reforma de l'Estatut, ponent de la Reforma del Reglament del Parlament i Presidenta de la Comissió Primera (Comissió d'Organització, Administració de la Generalitat i Govern Local). Va ser una de les impulsores de la candidatura Esquerra Independentista a la presidència i a la secretaria general del partit.